# Coenotephria senectaria
Coenotephria senectaria is een vlinder uit de familie van de spanners (Geometridae). De wetenschappelijke naam van de soort is voor het eerst geldig gepubliceerd in 1851 door Herrich-Schäffer.